# Chalcoscirtus glacialis
Chalcoscirtus glacialis är en spindelart som beskrevs av Lodovico di Caporiacco 1935. Chalcoscirtus glacialis ingår i släktet Chalcoscirtus och familjen hoppspindlar. Inga underarter finns listade i Catalogue of Life.